# 34 км (зупинний пункт, Полтавська дирекція Південної залізниці)
34 кіломе́тр — пасажирський залізничний зупинний пункт Полтавської дирекції Південної залізниці на електрифікованій лінії Полтава-Південна — Берестин між станціями Селещина (12 км) та Карлівка (13 км). Розташований поблизу села Сахнівщина Полтавського району Полтавської області.

## Пасажирське сполучення
На Платформі 34 км зупиняються приміські електропоїзди сполученням Полтава — Лозова.